# Protomedeia epimerata
Protomedeia epimerata är en kräftdjursart som beskrevs av Bulycheva 1952. Protomedeia epimerata ingår i släktet Protomedeia och familjen Isaeidae. Inga underarter finns listade i Catalogue of Life.